# 维尔德施泰格
维尔德施泰格是德国巴伐利亚州的一个市镇。总面积47.66平方公里，总人口1278人，其中男性651人，女性627人（2011年12月31日），人口密度27人/平方公里。